# 古奥德拉尔布斯
古奥德拉尔布斯（法語：Gouaux-de-Larboust）是法国上加龙省的一个市镇，属于圣戈当区（Saint-Gaudens）巴涅雷德吕雄县（Bagnères-de-Luchon）。该市镇总面积10.67平方公里，2009年时的人口为50人。

## 人口
古奥德拉尔布斯人口变化图示